# Конструктивная семантика
Конструктивная семантика — раздел конструктивной логики необходимый в связи с особым отличием от общих принципов заложенных в основе математики как классической, так и в конструктивной математике.

## Основные отличия от классической семантики
Основные отличия от классической семантики заключаются в понимании дизъюнкции (A0|| A1), более сложных формулах и суждении о существовании xA(x) которые сформулировал Л.Брауэр
Основы описания задач, соответствующих более сложным формулам, были намечены А. Рейтингом и А. Н. Колмогоровым. После появления точного определения алгоритма С. Клини дал более
точную формулировку в виде понятия реализации замкнутой арифметической формулы или же рекурсии.

## Задачи конструктивной семантики
Основным назначением теоретической конструктивной и классической семантики является анализ концепций алгоритмического языка и проверка логичности и согласованности его определения.
Однако для этих применений нынешний аппарат точных семантических определений ещё слаб. Семантический анализ путем формализации не всегда позволяет далее выловить прямые ошибки, допущенные создателями языка.
Конструктивная семантика анализирует алгоритмический язык так же как и простая семантика, но свыше указанными отличиями.